# チーズ牛丼 (ネットスラング)
- チー牛
- チー牛顔
- チーズ牛丼顔
- 三色チーズ牛丼顔

チーズ牛丼（チーズぎゅうどん）とは、いわゆる「オタク」「陰キャ」「ネクラ」と呼ばれる層に対して用いられるインターネットスラングである。略称はチー牛（チーぎゅう）。

## 概要
拡散の発端となった掲示板の初期の書き込み（下記）において、発達障害者や就労移行支援の利用者の顔立ちのイメージとして「チーズ牛丼を注文する若い男性のイラスト」が投稿された。この書き込みがインターネット上で拡散され、「チーズ牛丼」という語彙・当該イラストが「よくいる少し気持ち悪いオタク、存在感のない陰キャのテンプレート」として用いられるようになった。
自虐として使われることも、他者への侮辱的な意味合いで使われることもある。自虐で使われた有名な例としては黄之鋒によるものがあり、彼の名を冠したチーズ牛丼が発売された（後述）。侮辱的な意味合いとしては、主に陰キャっぽい冴えない男性に対する揶揄として用いられる。
専門的なプロファイリングではないものの、「チー牛」層は次のような特徴を持つと言われている。
- メガネ
- 子供のような髪型
- 童顔
- 根暗

## 経緯

### 発端

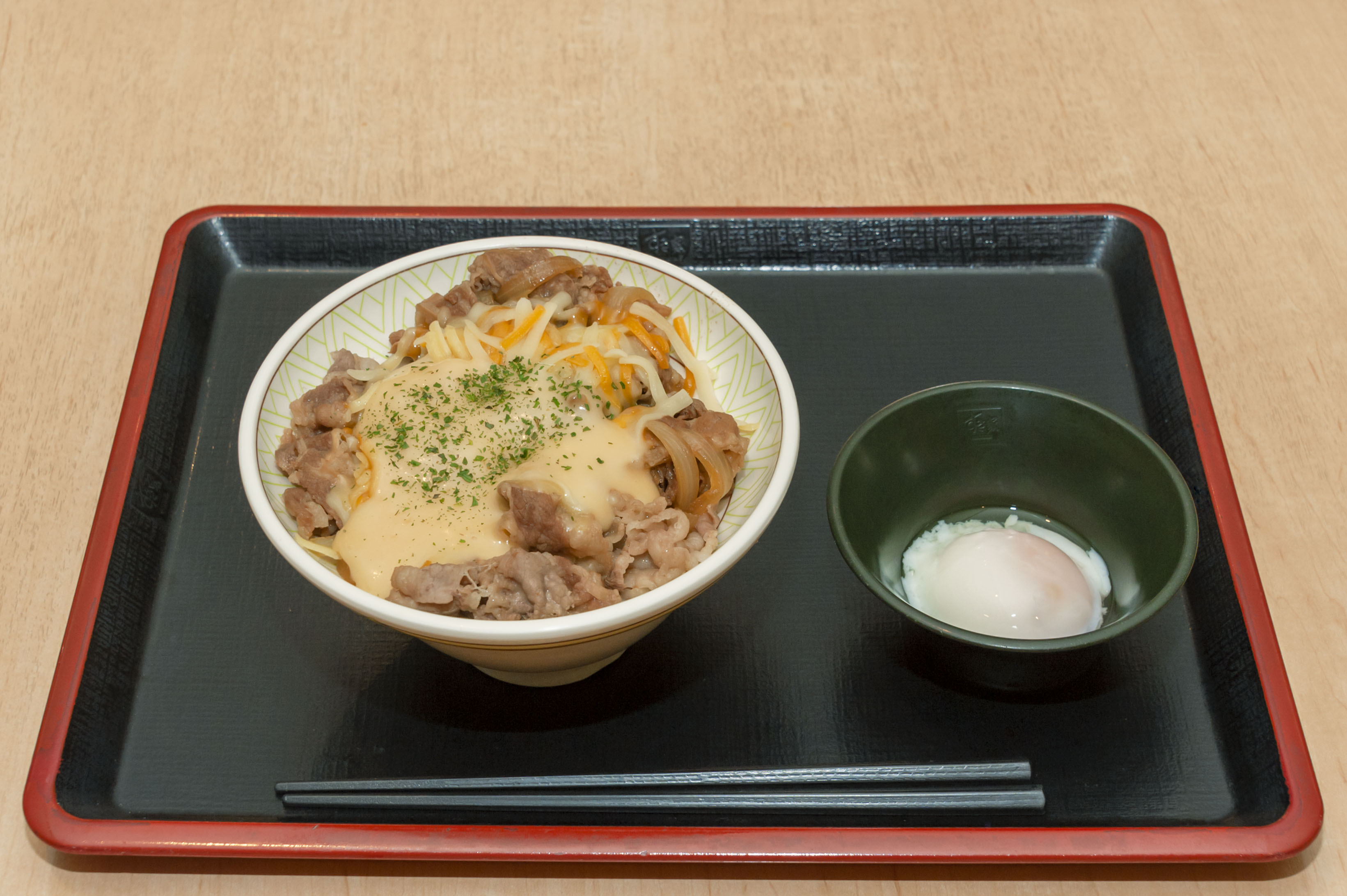
すき家のチーズ牛丼と温玉

チー牛と呼ばれるイラストは、もともと2008年に当時高校生であった「いびりょ」が自分をモデルに描き、それを自身のブログに掲載したものであるとされる。

このイラストが作成されてからおよそ10年後の2018年7月19日、ネット掲示板「5ちゃんねる」の「なんでも実況J板」に立てられたスレッド「なんJ 昼のニート無職部 part3」にて「就労移行支援で面白かったのは利用者の若い男が皆同じ顔をしてた事」という本文と共に、「眼鏡をかけた表情の暗い青年が『三色チーズ牛丼』を特盛かつ、温玉のトッピングを追加注文する」というイラストが添付された。
当該コメントの投稿者は、同じスレッドで自身が就労移行支援の利用者で
と綴ると、以後該当イラストは発達障害者の顔としても扱われるようになった。

### 拡散
上記の書き込みは同スレッド内で「こういう顔のやつおるよな」などと反響を呼び、他のスレッドや掲示板に派生して2019年4月にスレッド「とろ～り3種のチーズ牛丼とかいう陰キャ専用牛丼」がまとめサイトに掲載され、広く拡散されて煽りとして「チーズ牛丼」が用いられるようになった。また、2019年6月にはチー牛のイラストが武士風、ヤンキー風、イケメン風にコラージュされてネタとして拡散され、コミックマーケット97でチー牛イラストのコスプレを男性が披露した。
Twitter（現・X）では2020年頃から拡散されていき、2020年4月中旬に「チーズ牛丼」は500から1000ツイート/日程度、「チー牛」は100ツイート/日以上見られた。5月10日に「これで合計点が100点超えるとチー牛確定らしい」という診断テストの画像ツイートが4000リツイートされると。その翌日から「チー牛」は500から2000ツイート/日となった。6月4日に「友人が『おれがネットで一番チー牛だ』と言っていたので比較画像貼っておきます」が2万リツイートを超え、「チー牛」は1万ツイートに達した。

## 反応

### ネット空間での流行と利用
- 香港の民主化運動団体のリーダーだった黄之鋒は、「周庭の隣にいるチー牛」などと外見をネット上であげつらわれることが多かったが、黄はこれに積極的に反応。香港にオープンしたすき家を訪れ、チーズ牛丼を注文しようとしたものの、行列が長かったため断念したことをツイッターで報告した。すると、この反応を知った香港国内のとある飲食店が、彼の名を冠したチーズ牛丼「黄芝丼」（広東語でチーズは「芝士」）を販売。周によると「彼は楽しんでいるというか、あまり気にしていない」とのこと[4]。
- ガジェット通信の「ネット流行語 ・アニメ流行語大賞2020上半期」にノミネートされたが[16]、上位選出はならなかった[17]。Petrelが発表した2020年のインスタ流行語大賞では、チー牛は3位に選ばれた[18]。ITジャーナリストの井上トシユキは「好感度が上がって普通の会話に定着してきている」と分析した[19]。しかし、Twitterでは拡散されたものの（先述）、2020年12月から2021年1月のインスタグラムでのチー牛関連のハッシュタグの投稿はほとんどなく、インスタグラムでは定着しなかったとの見方もある[20]。
- 偏見を助長するネガティブなレッテル張りとして、ルッキズムの観点からの批判がある[21]。また、発達障害者やアデノイド顔貌（下顎が後退し、歯や唇が突出した顔立ち）を侮蔑する文脈でも用いられており、差別用語であるという指摘もある[3][6][13]。
- ゲームクリエイターの名越稔洋は、2020年7月28日に配信されたウェブ番組『セガなま～セガゲームクリエイター名越稔洋の生でカンパイ～』の中で、パズルゲーム「ぷよぷよ」のプレイヤーを指して「チーズ牛丼食ってそうな感じ」とコメントし、笑いを誘ったが、ゲーム実況者のもこうをはじめとしたぷよぷよプレイヤーから多数の批判が寄せられた[22] 。その後、セガのYouTube公式チャンネルは「不快に感じる部分があった」として当該回のアーカイブを削除し、29日に該当部分を削除したアーカイブを再度投稿した[23][24]。

### 牛丼チェーン店
2020年6月にJ-CASTニュースが、すき家を運営するゼンショーHDに本スラングについて取材したところ、同社広報室から「『チー牛』という言葉については、認知しております。人気ナンバーワンのトッピング商品である『とろ～り3種のチーズ牛丼』ですが、幅広いお客様に今後とも継続してお召し上がりいただければと存じます。また、17日からちょうど『チーズ牛カルビ丼』というメニューが登場するので、ぜひお召し上がりください」との回答があった。
障害者情報検索サイトの障害者ドットコムは、このJ-CASTニュースの報道が「チー牛」と障害者の関わりを示さず、『冴えない男子を揶揄するミーム』としてのみ紹介していると指摘した。また、同サイトは執筆者の私見として、「『チー牛』の持つニュアンスを正直に示すと障害者差別に当たるとの批判を招きかねないため、トラブルを避けようとしたのだろう」という趣旨の見解を示した。また、ゼンショー側も「チー牛」の持つニュアンスを把握していた可能性を指摘し、炎上を避けるため新商品に話題を逸らすしかなかったのだとした。